# Feminejo
O feminejo é um movimento musical e cultural sertanejo que enfatiza as mulheres a partir de composições que tematizam o ponto de vista feminino. A maior presença de mulheres no sertanejo nos anos 2010, como compositoras e intérpretes, são definidoras para o  surgimento do feminejo.
A partir de 2016, o termo surge midiaticamente e se populariza. Em 2021, o feminejo aparece pela primeira vez no The New York Times, com a repercussão da morte da cantora, compositora e instrumentista Marília Mendonça, sua principal representante e conhecida nacionalmente como a "Rainha da Sofrência". 
Maiara & Maraísa, Simone & Simaria, Naiara Azevedo, Paula Mattos, Paula Fernandes, Yasmin Santos e Lauana Prado são outros nomes do movimento. Roberta Miranda, Sula Miranda, As Marcianas, e as irmãs Galvão foram pioneiras antes que a denominação feminejo surgisse no Brasil.